# Morgunblaðið
Morgunblaðið (deutsch: Das Morgenblatt) ist eine in Island publizierte Tageszeitung. Sie wurde von Vilhjálmur Finsen gegründet und am 2. November 1913 erstmals veröffentlicht.
Die erste Ausgabe bestand aus lediglich acht Seiten. Sechs Jahre nach der Gründung, 1919, wurde die Zeitung von Árvakur gekauft. Morgunblaðið unterhielt enge Beziehungen zur Unabhängigkeitspartei, besonders während des Kalten Krieges. Es war üblich, dass Journalisten der Zeitung den Sitzungen der Partei beiwohnten. Erst 1983, als Geir Hallgrímsson sowohl Vorsitzender der Partei als auch Vorstandsvorsitzender von Árvakur war, wurde erkannt, dass diese Kombination nicht zum besten der Partei und des Unternehmens war. Heute ist die Verbindung weniger eng, ein gewisser Zusammenhang kann aber immer noch erkannt werden und wird von anderen Medien und der Öffentlichkeit kritisiert.
Seit den ersten Ausgaben wurde Morgunblaðið traditionell montags nicht verkauft. Das Blatt war immer die Nummer eins in Island, besonders seit den 1970er Jahren war es unangefochtener Marktführer. Die Zeitung brachte eine Reihe an Spezialausgaben hervor, im Finanz-, Fischerei- und Nahrungsmittelbereich. Erst das kostenlose Fréttablaðið brachte den Wettbewerb in eine neue Dimension, als es auch eine Montagsausgabe veröffentlichte. Auch das Morgunblaðið wird daher seit 2003 an jedem Tag der Woche veröffentlicht, je nach Wochentag mit einer Stärke zwischen 60 und 120 Seiten. Etwa 30–40 % der Fläche werden von Werbung eingenommen. Die Auflage beträgt etwa 50.000–55.000 Stück, der Großteil davon wird über bezahlte Abonnements vertrieben. Die meisten Leser befinden sich in der Hauptstadtregion Reykjavík im Südwesten Islands.
Die faksimilierten Ausgaben seit Erscheinungsbeginn 1913 sind in digitalisierter Form auf dem Portal timarit.is der National- und Universitätsbibliothek Islands frei zugänglich, abgesehen von den jeweils letzten drei Jahrgängen (Moving Wall).
Nachdem im September 2009 der ehemalige isländische Premierminister Davíð Oddsson und Haraldur Johannessen die Chefredaktion der Zeitung übernahmen, ging die Zahl der Abonnenten stark zurück. Die Wahl von Davíð Oddsson als Chefredakteur wird insbesondere aufgrund der Rolle, die er als Chef der Isländischen Zentralbank in der Finanzkrise 2008 spielte, deren mediale Aufarbeitung noch andauert, kritisch gesehen.
Das Morgunblaðið führt den Gebrauch des 1974 offiziell im isländischen Alphabet abgeschafften Buchstabens Z fort.